# Félix Braz
Pour les articles homonymes, voir Braz.
Félix Braz, né le 16 mars 1966 à Differdange (Luxembourg), est un homme politique luxembourgeois, membre du parti Les Verts (déi Gréng). Député de 2004 à 2013, il entre au gouvernement en décembre 2013 en tant que Ministre de la Justice. Reconduit à la suite des élections législatives de 2018, il devient Vice-Premier ministre, poste qu'il occupe jusqu'en octobre 2019, souffrant d'un infarctus qui le contraint à quitter la vie politique.
Il est le père de Liz Braz, membre du LSAP, élue comme lui conseillère communale à Esch-sur-Alzette puis députée en 2023.

## Biographie

### Études et formations
Après des études secondaires classiques, Félix Braz poursuit des études de droit à l’université Panthéon-Sorbonne, qu’il interrompt après la réussite de sa première année.

### Activités professionnelles
En 1990, Félix Braz est rédacteur en chef et présentateur d’une émission d’information quotidienne en langue portugaise sur les ondes de RTL Radio Lëtzebuerg.
De 1991 à 2001, il est secrétaire parlementaire des Verts. En 1994, il cumule cette tâche avec celle d’assistant au Parlement européen.
En 2013, il crée, en tant qu’associé, une société dont il se retire lors de son entrée au gouvernement.

### Fonctions gouvernementales
À la suite des élections législatives du 20 octobre 2013, Félix Braz fait son entrée au gouvernement comme ministre de la Justice en date du 4 décembre 2013 dans le gouvernement de coalition entre le Parti démocratique (DP), le Parti ouvrier socialiste luxembourgeois (LSAP) et Les Verts (« déi gréng »).
Le 22 août 2019, il est victime d'un infarctus et est hospitalisé durant 8 mois. Il est remplacé temporairement à partir du 6 septembre 2019 par Sam Tanson en tant que Ministre de la Justice et François Bausch comme Vice-Premier Ministre. Le 11 octobre 2019, un arrêté grand-ducal lui accorde une "démission honorable".
En mai 2021, Félix Braz introduit un recours devant le tribunal administratif demandant l'annulation de cet arrêté, estimant la démission "forcée"; ce recours échoue en février 2023, le tribunal s'estimant incompétent pour juger en la matière.

### Autres fonctions politiques
Engagé en politique depuis 1991 en tant que secrétaire parlementaire des Verts, Félix Braz est élu pour la première fois à la Chambre des députés sur la liste des Verts dans la circonscription Sud en 2004 à l’âge de 38 ans, devenant ainsi le premier député luxembourgeois d'origine portugaise. Il est réélu en 2009 et 2013. Au Parlement, il assume entre autres les fonctions de vice-président de la commission des Transports de 2004 à 2009. Il a été président du groupe parlementaire des Verts à l’issue des élections du 20 octobre 2013.
En tant que député, il a représenté la Chambre des députés à l’Assemblée parlementaire du Conseil de l’Europe, à l’Assemblée parlementaire de l’Organisation pour la sécurité et la coopération en Europe (OSCE), à l’Organisation mondiale du commerce (OMC), au Conseil interparlementaire consultatif du Benelux, à la Conférence des organes parlementaires spécialisés dans les affaires de l'Union des Parlements de l'Union européenne (COSAC) et à la Conférence interparlementaire pour la politique étrangère et de sécurité commune (PESC) et la politique de sécurité et de défense commune (PSDC).
Au niveau local, Félix Braz est d’abord membre du conseil communal d’Esch-sur-Alzette de 1995 à 2000, puis échevin de 2000 à 2011.

### Vie personnelle
Félix Braz est redevenu citoyen portugais en 2024, 40 ans après avoir renoncé à sa nationalité portugaise pour devenir luxembourgeois. Compte tenu des lois actuelles autorisant la double nationalité au Luxembourg, Liz Braz a révélé que son père était à nouveau un citoyen portugais de plein droit depuis 2024.